# Пейн, Джеймс Сприггс
Дже́ймс Спри́ггс Пейн (англ. James Spriggs Payne; 19 декабря 1819, Ричмонд, Виргиния, США — 31 января 1882, Монровия, Либерия) — четвёртый (1868—1870) и восьмой (1876—1878) президент Либерии.

## Биография
Пейн родился в очень религиозной протестантской семье и оставался верен христианству на протяжении всей своей жизни. Ещё когда он был ребёнком, его семья переехала в Либерию по призыву Американского колонизационного общества (American Colonization Society), в поисках лучшей жизни.
В Либерии, наравне с религией, он проявляет интерес к политике и экономике, в которых он позже проявит себя с лучшей стороны. Он был назначен правительством ответственным за разрыв отношений с Американским колонизационным обществом.
За время своего президентства он проявил себя как ярый борец с работорговлей в Либерии. Также ему удалось увеличить объёмы торговли с иностранными государствами и наладить отношения с коренными жителями Либерии.
Джеймс Сприггс Пейн закончил своё президентство в 1870 году, но в 1876 году был переизбран. Он умер в Монровии в 1882 году, через четыре года после окончания своего второго президентского срока.